# Tianshui
Tianshui (天水市; pinyin: Tiānshuǐ Shì) er et bypræfektur i provinsen Gansu i Folkerepublikken Kina. Befolkningen er på omkring 3.500.000 indbyggere (2004).
Tianshui ligger ved den nordlige gren af Silkevejen ved Wei He floden.

## Administrative enheder
Tianshui består af to bydistrikter, fire amter og et autonomt amt:
- Bydistriktet Qinzhou – 秦州区 Qínzhōu Qū ;
- Bydistriktet Maiji – 麦积区 Màijī Qū ;
- Amtet Qingshui – 清水县 Qīngshuǐ Xiàn ;
- Amtet Qin'an – 秦安县 Qín'ān Xiàn ;
- Amtet Gangu – 甘谷县 Gāngǔ Xiàn ;
- Amtet Wushan – 武山县 Wǔshān Xiàn ;
- De autonome amt Zhangjiachuan for huikinesere – 张家川回族自治县 Zhāngjiāchuān Huízú Zìzhìxiàn.

## Trafik

### Jernbane
I Tianshui standser togene på Longhaibanen, Kinas vigtigste jernbanelinje i øst-vestlig retning, som går fra Lianyungang til Lanzhou via blandt andet Xuzhou, Kaifeng, Zhengzhou, Luoyang og Xi'an.

### Vej
Kinas rigsvej 310 ender i Tianshui. Denne vigtige trafikåre begynder, ligesom Longhaibanen, i Lianyungang i Jiangsu, går vestover og ender i Tianshui i provinsen Gansu. Den går gennem større byer som Xuzhou, Shangqiu, Kaifeng, Zhengzhou, Luoyang og Xi'an.